# Опанасюк Лариса Миколаївна
Опанасюк Лариса Миколаївна (рос. Опанасюк Лариса Николаевна; 26 грудня 1962, Гвардійське, Сімферопольський район, Кримська область, УРСР — 5 жовтня 2023, Сімферополь, Автономна Республіка Крим, Україна) — колишній український, нині російський юрист та політик, український колабораціоніст з Росією.
Заступник Голови окупаційної Ради міністрів Криму з 28 лютого 2014 р. до 6 листопада 2019 р. Заслужений юрист України і АР Крим.

## Біографія
Народилася 26 грудня 1962 року в селищі Гвардійське, поблизу Сімферополя.
1980–1982 рр. — зварювальниця пластмас на Сімферопольському заводі протезно-ортопедичних виробів.
Упродовж 1982— 1985 рр. навчалася в Харківському юридичному інституті ім. Ф. Е. Дзержинського за спеціальністю «правознавство».
1985— 1986 рр. — виконувачка обов'язків помічника прокурора з розгляду цивільних справ в судах м. Сімферополя.
У серпні-жовтні 1986 року — старший помічник прокурора Джанкойського району.
Протягом 1986 по 1990 роки — виконувачка обов'язків помічника обласного прокурора з нагляду за розглядом цивільних справ в судах м. Сімферополя.
1990— 1993 рр. — прокурор відділу з нагляду за розглядом цивільних справ в судах м. Сімферополя.
Упродовж 1993—1998 рр. — начальник цивільно-судового відділу прокуратури Криму.
З 1998 до 1999 рр. — начальник відділу представництва інтересів громадян і держави в судах м. Сімферополя.
1999— 2000 рр. — начальник юридичного відділу дирекції акціонерного агропромислового банку «Україна» в Автономній Республіці Крим.
З лютого 2000 до липня 2006 рр. — начальник Головного юридичного управління Управління справами Ради міністрів Криму.
2004 року закінчила Національну академію державного управління при Президентові України за спеціальністю «державне управління».
З липня 2006 до 2008 рр. — перший заступник міністра Ради міністрів Криму, начальник Головного юридичного управління.
З грудня 2011 до лютого 2012 рр. — виконувачка обов'язків голови Республіканського комітету Криму з охорони культурної спадщини.
З 22 лютого 2012 року — голова Республіканського комітету Криму з охорони культурної спадщини. Член Партії регіонів.
Навесні 2014 року порушила присягу державного службовця та отримала російське громадянство.
З 2014 до 2019 рр. — заступник Голови Ради міністрів окупованого Росією Криму, керівник апарату Ради міністрів.
Є головою кримського відділення Асоціації юристів Росії.
16 вересня 2016 року Рада національної безпеки і оборони України ввела проти Л. М. Опанасюк персональні санкції.
Померла 5 жовтня 2023 року.

## Нагороди
- Почесна грамота Ради міністрів АР Крим (2003)
- Заслужений юрист АР Крим (2003)
- Заслужений юрист України (2004)
- Юрист року (Росія, 2014)[7]
- Орден Дружби (Росія, квітень 2014 року)
- Медаль «За повернення Криму» (Росія, травня 2014 року)

## Сім'я
- Чоловік Опанасюк Олександр Дмитрович (1961 р.н.) — колишній суддя, зрадив присязі та перейшов на службу окупаційній владі Росії.
- Доньки-близнючки Анна та Марія (1988 р.н.) — учасниці вокального дуету «Анна-Марія», учасниці національного відбору пісенного конкурсу Євробачення 2019 року.